# Slaget ved York (867)
Slaget ved York var et slag, der blev udkæmpet mellem vikinger fra den Store Hedenske Hær og det angelskaksiske kongeriget Northumbria den 21. marts 867 i York.
York havde tidligere været kontrolleret af Romerriget, men efter romerne havde forladt Storbritannien var den blevet overtaget af angelskakserne og var blevet hovedstad for Kongeriget Northumbria. I 866 var dette kongerige midt i en borgerkrig, hvor både Ælla og Osberht kæmpede for tronen. Vikingerne, der var gået i land på De Britiske Øer ledet af Ubbe og Ivar Benløs, formåede at erobre byen.
I foråret 867 slog Ælla og Osberht sig sammen i et forsøg på at jage vikingerne ud af York. På trods af de nåede inden for murene, så sluttede deres forsøg uden succes, og både Ælla og Osberht blev slået ihjel.
Efter deres sejr indsatte vikingerne midlertidigt en skyggekonge ved navn Ecgberht, inden de skabte kongeriget Jórvík omkring York.

## Baggrund

### York
York, der var kendt som Eoferwic, blev overtaget af angelsakserne efter romerne forlod Storbritannien i 400-tallet. Byen blev hovedstad i Kongeriget Northumbria, og blev brugt af både kongen of ærkebiskoppen af York. De romerske bymure stod stadig, men i 867 var de gået i forfald, og gav kun dårlig beskyttelse til byen.

### Vikingernes invasion
Vikingerne havde lavet plyndringstogter siden 700-tallet, men det va rikke før 860'erne, at vikingerne etablerede egentlige hære med det formål at erobre land. I 865 gik den Store Hedenske Hær i land i East Anglia og påbegyndte den invasion, der kom til at lede til danelagen.
Vikingerne erobrede York første gang den 1. november 866 ledet af Ubbe og Ivar Benløs (som kan være den samme historiske figur som Ímar). Ivars umiddelbart motiv var at hævne sin far, Ragnar Lodbrog. Kongeriget Northumbria lå i borgerkrig efter Ælla havde drevet den tidligere konge Osberht på flugt. Vikingerne havde let ved at indtage York, men formåede ikke at tage Ælla til fange.

## Slaget
I foråret 867 satte Ælla og Osberht deres stridigheder til side og forenedes i et forsøg på at drive vikingerne ud af Northumbria, hvilket ledte til slaget ved York den 21. marts. Slaget begyndte godt for dem, idet de brød igennem byens forsvarsværker. Men vikingerne kæmpede igen, og de smalle gader i York gjorde, at Ælla og Osberhts tropper ikke kunne udnytte deres overtal til fulde. Slaget endte med at northumbriarne blev besejret og både Ælla og Osberht blev dræbt. En lidt anden beretning fortæller at vikingerne blev fanget ved Yorks bymur imellem angriberne og Yorks garnison. Danerne samlede og slog igen, hvilket resulterede i at begge Northumbrias konger døde.
Ifølge nordiske legender var Ivar og Ubbe brødre, og da de fangede Ælla gav de ham en blodørn. Ifølge den angelsaksiske krønike står der at "begge konger blev dræbt på stedet".

## Efterspil
I York indsatte vikingerne en skyggekonge ved navn Ecgberht, der regerede indtil 872, hvor et oprør drev ham i eksil i Mercia. Vikingen Halfdan Ragnarsson fik stoppet oprøret i 876, og besatte York og resten af Deira (sydøst Northumbria), og opdelte det blandt sine følgere. Dette ledte til Kongeriget Jórvík, der eksisterede under vikingernes kontrol indtil 910, hvor det blev indtaget af angelsakserne. Kongeriget blev generobret af vikingerne ved adskillige lejlighedre indtil 954, hvor det blev underlagt Wessex. Der blev ikke foretaget nogle yderligere forsøg på at genetablere Kongeriget Northumbria.
Inden området blev integreret i Wessex regerede overlevende angelsaksiske herremænd Northumbland nord for floden Tees fra Bamburgh.